# Pinetop's Boogie Woogie (album de Pinetop Perkins)
Pinetop's Boogie Woogie est un album du musicien de blues et de boogie-woogie américain Pinetop Perkins sorti en 1992.
Il porte le titre d'une chanson enregistrée en 1928 par Clarence Smith alias Pinetop Smith, chanson reprise en 1951 par Joseph William Perkins, qui prendra ensuite le nom de Pinetop Perkins,,,,. 
Pour Allmusic, ce disque est un des meilleurs de Pinetop Perkins.

## Historique
L'album est sorti en 1992 sur le label Antone's Records.
Produit par Derek O'Brien, il a été enregistré aux studios Arlyn, Lone Star Audio & Reelsound et Studio D à Austin au Texas.
Le producteur exécutif était Clifford Antone, propriétaire du club musical Antone à Austin et fondateur du label du même nom.
Ultérieurement, l'album fera l'objet d'une réédition en 2015 sur le label New West Records sous la référence ANT2503.

## Accueil critique
Pour Allmusic, ce disque est un des meilleurs de Pinetop Perkins : « L'accompagnement est ici tellement extraordinaire que le projet surpasse la plus grande partie de la production de Perkins ».
Pour l'Encyclopedia of the Blues d'Edward Komara, cet album représente le sommet de la discographie de Pinetop Perkins (his recording peak).

## Liste des morceaux
Les morceaux sont de la main de nombreux auteurs : seuls Ida B. et Pinetop's Boogie Woogie sont de Pinetop Perkins, encore que ce dernier morceau soit initialement signé Pine Top Smith.
| 1.    | Kidney Stew Blues                            | Leona Blackman / Eddie "Cleanhead" Vinson                     | 4:58 |
| 2.    | You Don't Have to Go                         | Jimmy Reed                                                    | 4:51 |
| 3.    | Ida B.                                       | Willie Perkins                                                | 5:49 |
| 4.    | Pinetop's Boogie Woogie                      | Joe Perkins                                                   | 4:41 |
| 5.    | Look on Yonder Wall                          | Elmore James / Marshall Sehorn                                | 4:29 |
| 6.    | Caldonia (What Makes Your Big Head So Hard?) | Fleecie Moore                                                 | 5:36 |
| 7.    | High Heel Sneakers                           | Robert Higginbotham                                           | 4:49 |
| 8.    | Sunny Road Blues                             | Roosevelt Sykes                                               | 6:44 |
| 9.    | That Ain't the Way to Do It                  | Riley King / Jules Bihari                                     | 2:44 |
| 10.   | How Long Blues                               | Leroy Carr                                                    | 4:07 |
| 11.   | Just a Little Bit                            | Ralph Bass / Columbus Perry / John Thornton / Earl Washington | 2:32 |
| 12.   | Going Down Slow                              | James Oden                                                    | 5:49 |
| 57:09 |                                              |                                                               |      |

## Musiciens
Le disque fait appel, en plus de Pinetop Perkins (piano et chant), à « une foule de grands noms » (A host of big names) comprenant pas moins de 15 musiciens, soit 2 harmonicistes, 6 guitaristes,  3 bassistes et 4 batteurs :
- harmonica : Kim Wilson, James Cotton
- guitare électrique : Duke Robillard, Derek O'Brien, Hubert Sumlin, Jimmy Rogers, Luther Tucker, Matt Murphy
- guitare basse : Preston Hubbard, Bob Stroger, Calvin Jones
- batterie : George Rains, Willie Smith, Ted Harvey, Fran Christina

On notera la présence de l'harmoniciste attitré de Muddy Waters, James Cotton, ainsi que l'utilisation sur 5 des 12 morceaux du même effectif composé de  Pinetop Perkins, Kim Wilson, Duke Robillard, Derek O'Brien (un des deux producteurs), Preston Hubbard et  George Rains.